# ابوحفص شطرنجی
ابوحفص، عمر بن عبدالعزیز شهرت‌یافته به شطرنجی (؟ - ۸۲۵م) شاعر و شطرنج‌باز عراقی در سدهٔ دوم هجری بود. او نزد خانوادهٔ مهدی، خلیفهٔ عباسی بزرگ شد. هنگامی که مهدی درگذشت به دخترش عُلیّه پیوست. او همواره نزد علیه بود و شاعرِ او نامیده می‌شود. شطرنجی در شعرگویی همچنین از یحیی بن خالد برمکی و هارون‌الرشید درآمد داشت.